# ウェーク (砲艦)
ウェーク (USS Wake, PR-3)はアメリカ海軍の河川砲艦。就役時の艦名はグアム (USS Guam, PG-43) であったが、1941年1月に改名した。太平洋戦争開戦直後の12月8日、上海の黄浦江で日本軍に降伏した。鹵獲した日本海軍は多々良（たたら）と改名し、中国大陸で活動する支那方面艦隊に所属した。太平洋戦争終結後、中華民国海軍が戦利艦として接収し、太原と改名した。国共内戦により人民解放軍が運用した。

## 艦歴

### アメリカ海軍時代
「グアム」は1927年5月28日に上海の江南造船所で進水し、同年12月28日に就役した。1928年には、ハルナンバーが PG-43 から PR-3に変更された。「グアム」や後に就役した「パナイ」など、アメリカ海軍の河川砲艦の第一の任務は自国民のおよびその他外国人の保護であり、次いで日本の動向を探る「スパイ船」「浮かぶ無電所」としての役割であった。就役後一貫して所謂「揚子江パトロール」の任務に就いていた「グアム」だったが、1937年7月に支那事変が勃発、日中戦争に発展すると、日本の脅威をまともに受けることとなった。1939年までには、「グアム」がどのような行動をとっても、日本の艦艇による「護衛」がつけられることとなった。
1941年1月下旬、「グアム」は新造の大型巡洋艦にその名を譲って、「ウェーク」と改名された。11月24日、「ウェーク」は漢口の海軍基地の閉鎖を命じられ、上海へ向かった。
この頃、上海には支那方面艦隊（古賀峯一中将）の旗艦である海防艦「出雲」が、上海に残っていた「ウェーク」およびイギリス砲艦「ペトレル(HMS Peterel) 」と相対するような形で停泊しており、古賀中将はさらに駆逐艦「蓮」と砲艦「鳥羽」を呼び寄せ、外灘（ワイタン）内の公園に海軍陸戦隊の15センチ砲を据えて「ウェーク」と「ペトレル」を包囲する形とした。10月28日には、長江を航行する船の船長などを務めていた経験のあるコロンブス・ダーウィン・スミス（Columbus Darwin Smith）が少佐として艦長に任命された。この時期、定員55人であった「ウェーク」の乗員は14人に減らされていた。
12月6日、合衆国アジア艦隊長官のウィリアム・グラスフォード提督は揚子江パトロール部隊を解散し、「ウェーク」は上海に、姉妹艦「ツツィラ」は重慶に残留した。
12月7日、スミス少佐のもとに日本の士官から「艦長と乗員のために七面鳥を渡したい」との申し出があった。この申し出には、「翌朝、艦長はどこにいるか」という問いかけもついていた。古賀中将は「ウェーク」と「ペテレル」を無傷で拿捕する腹積もりで、事前にあらゆる工作を以って両艦を上海に釘付けにしていたのである。同日、スミス艦長は友人の家を訪問するため下艦した。
12月8日、日本軍が実施した南方作戦（マレー作戦）に伴う日本軍のタイ進駐と、ハワイ諸島に対する真珠湾攻撃によって日米は開戦した。
8日未明、上陸中のスミス艦長は真珠湾攻撃に関する急報を受け、自宅から「ウェーク」に急行した。なお捕虜になったスミスは、部下から「日本軍に降伏すべきか命令してくれ」という電話を受けたが、指示を出す前に切れてしまったと語っている。その前後に、「出雲」から「ウェーク」と「ペテレル」に降伏勧告のための軍使（「ウェーク」へは支那方面艦隊参謀松本作次少佐）が派遣された。「出雲」「蓮」「鳥羽」の三艦は「ウェーク」と「ペテレル」が歯向かえば即座に撃沈できるよう、あらかじめ砲の照準を両艦にに定めていた。「ウェーク」では圧倒的な日本軍に取り囲まれては多勢に無勢と感じ、乗員による自沈の試みも成功しなかったため、ついに白旗を掲げて降伏した。乗組員は海軍陸戦隊によって武装解除された。朝日新聞は「（降伏）勧告文を見ただけでスミス艦長はあへなく降伏した」と伝えた。「ウェーク」は第二次世界大戦で唯一降伏したアメリカ海軍の艦船となった。他方、「ペテレル」は艦長が降伏を拒絶したため、軍使の短艇が離艦した直後、「出雲」「蓮」「鳥羽」などの砲撃で呆気なく撃沈された。「ウェーク」は1942年3月25日に除籍された。スミスは捕虜収容所に収容されたが、後にほか2名とともに脱出した。
2011年現在、砲艦「ウェーク」以降に就役したアメリカ海軍の艦艇に、カサブランカ級航空母艦「ウェーク・アイランド」を別にすると「ウェーク」と命名された艦艇は存在しない。

### 多多良（多々良）
「ウェーク」の拿捕は、1941年12月8日午後1時の大本営発表で真珠湾攻撃の成功に続いて発表された。
12月9日、支那方面艦隊報道部はスミス艦長以下乗組員やペトレル生存者を捕虜にした事を公表した。「ウェーク」は1941年12月15日に日本海軍籍へ編入される。「多多良 （たたら）」と命名され、古賀長官以下が出席して甲板で命名式が行われた。この艦名は、元寇において防塁が築かれた博多湾沿岸（多々良川下流）の地名に由来する。
同日付で支那方面艦隊上海根拠地隊に編入された。佐世保鎮守府籍。
20日、艦内神社として多々良神社がもうけられ、上海神社より御神体を奉安した。
1942年1月26日に江南造船所での艦内修理改造完了。備砲は後に日本軍の8センチ砲に交換、機銃はそのまま使用されたと言われている。大戦前半は主に上海、天生などに、後半は南京、安慶、九江などに警泊することが多くなった。
1944年10月10日、「多多良」は砲艦「鳴海」とともに第二十四砲艦隊を編成し、その旗艦となった。この頃にはP-51などの襲撃を受けることも多くなっていったが、「多多良」と「鳴海」は空襲のたびに対空砲火の他に阻塞凧を揚げてこれに対抗した。
1945年1月1日から2月3日まで江南造船所で修理を行った後、再び九江方面で行動。しかし、戦況悪化により砲艦隊にも被害が続出したので、全ての砲艦は上海に回航される事となった。「多多良」は「鳴海」とともに蕪湖で13ミリ連装機銃2基を陸揚げし、無武装状態で上海に係留されたまま、無傷で終戦を迎えた。9月30日に日本海軍籍を除籍。
多多良艦長
（注）1944年10月1日以降は「砲艦長」。
1. 安村対一 少佐：1941年12月15日[30] - 1943年2月1日[31]
2. 赤木敏郎 少佐：1943年2月1日[31] - 1944年10月10日[32]
3. （兼）赤木敏郎 少佐/中佐：1944年10月10日[32] - 1945年8月15日[33] （本職：第二十四砲艦隊司令）

### 太原
終戦後は中華民国軍が接収し、艦名を「太原 (RCS Tai Yuan) 」と改名。国共内戦再発後、1949年4月23日に中国人民解放軍海軍に投降し、4月30日、南京・燕子磯にて中華民国空軍の爆撃により撃沈された。